# BOSU
BOSU（ボス）は、1999年にDavid Weck（デイビット・ウェック）によって考案されたフィットネストレーニングギア。バランスボールを半分にした外見で、正式名称はボスバランストレーナー。バランスやインナーマッスルを鍛えることに重きをおいて作られている。
バランスボールと異なる点は、バブルサイド（ドーム状の面が上）、ボードサイド（ドーム状の面が下）の両面が使用できる。

## 特長
ドーム状の面が状態では、バランスボールと同じ上面の形状でありながら、底面の安定性が得られるため、スクワットやプッシュアップなどがバランスボールを使ったときより安全に行うことができる。

## 比較されるトレーニングギア
- バランスボール